# Мёнх
Мёнх (нем. Mönch — монах) — горная вершина в Бернских Альпах.

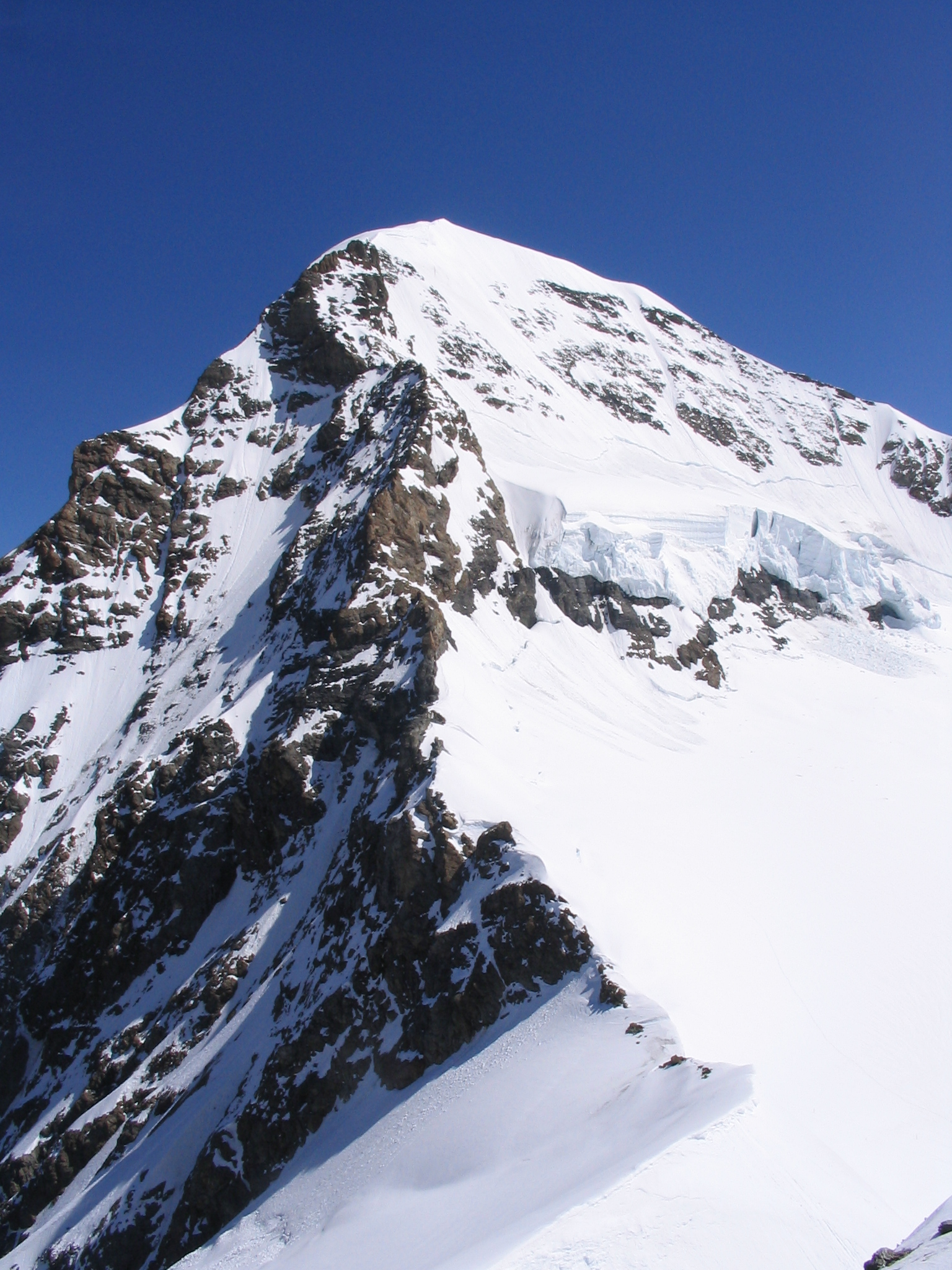
Вершина Мёнх, вид со стороны перевала Юнгфрауйох

Вместе с Эйгер и Юнгфрау формирует узнаваемую группу гор, видимую с большого расстояния. Мёнх находится на границе между кантонами Берн и Вале в Швейцарии, и является частью горной гряды между Юнгфрау и перевалом Юнгфрауйох на западе, и Эйгер на востоке. Гора расположена к западу от перевала Мёнхсйох (нем. Mönchsjoch) и альпийского приюта Мёнхсйоххютте (нем. Mönchsjochhütte) (3657 м), и к северу от Юнгфрауфирн (нем. Jungfraufirn) и Эвигшнеефельд (нем. Ewigschneefäld) — двух притоков Большого Алечского ледника. Северная сторона горы Мёнх формирует уступ стены над долиной Лаутербруннен.
Туннель зубчатой железной дороги Юнгфрау проходит прямо под вершиной на высоте около 3300 метров.
На пик впервые поднялись 15 августа 1857 года Кристиан Альмер, Кристиан Кауфман, Ульрих Кауфман и Зигисмунд Поргес.